# Копылов, Иван Васильевич
Иван Васильевич Копылов (6 июля 1926 года — 18 апреля 2017 года) —  токарь-расточник судоремонтно-судостроительного завода имени Ленина Волжского нефтеналивного речного пароходства «Волготанкер» Министерства речного флота РСФСР, город Астрахань, Герой Социалистического Труда.

## Биография
Родился 6 июля 1926 года в селе Лукина Поляна Нижнеломовского уезда Пензенской губернии, ныне – Нижнеломовского района Пензенской области. Русский. Член КПСС.
В 17 лет в марте 1944 года был призван в Красную Армию Трусовским райвоенкоматом Астраханской области.
Участник Великой Отечественной войны с марта 1945 года. Боевое крещение получил при прорыве обороны противника в районе озера Балатон (Венгрия), в ходе боёв 19 марта был ранен. Дальнейший боевой путь прошёл наводчиком станкового пулемёта в составе 359-го гвардейского стрелкового полка 114-й гвардейской стрелковой дивизии, был награждён медалью «За отвагу».
После демобилизации Иван Васильевич вернулся в Астрахань и в 1946 году поступил работать на Астраханский судостроительно-судоремонтный завод (АССЗ) – ведущее предприятие страны по ремонту судов и судовых двигателей, танкерного судостроению. Первоначально трудился разнорабочим, позже обучился на токаря, затем токаря-расточника, стал высококлассным специалистом, выполнявшим ответственные и сложные работы.
По итогам работы в 9-й пятилетке (1971–1975) И. В. Копылов был награждён орденом Ленина.
В последующие годы 10-й пятилетки (1976–1980) он продолжал удерживать на АССЗ первенство среди специалистов холодной обработки металла, активно занимался депутатской деятельностью.
Указом Президиума Верховного Совета СССР от 2 апреля 1981 года за выдающиеся производственные достижения, досрочное выполнение заданий десятой пятилетки и социалистических обязательств Копылову Ивану Васильевичу присвоено звание Героя Социалистического Труда с вручением ордена Ленина и золотой медали «Серп и Молот».
Избирался депутатом Верховного Совета РСФСР 8-го и 9-го созывов (1971–1980).
Проживал в городе Астрахани. Скончался 18 апреля 2017 года.

## Награды
- Золотая медаль «Серп и Молот» (02.04.1981)
- Орден Ленина (02.04.1981)
- Орден Ленина (04.05.1976)
- Орден Отечественной войны II степени (11.03.1985)[3]
- Медаль «За отвагу» (СССР)  (06.08.1946)[2]

- Медаль «В ознаменование 100-летия со дня рождения Владимира Ильича Ленина» (6 апреля 1970)
- Медаль «За доблестный труд»
- Медаль «За победу над Германией в Великой Отечественной войне 1941—1945 гг.» (9 мая 1945[4])
- Юбилейная медаль «Двадцать лет Победы в Великой Отечественной войне 1941—1945 гг.» (7 мая 1965[5])
- Юбилейная медаль «Тридцать лет Победы в Великой Отечественной войне 1941—1945 гг.»[6]
- Медаль «Сорок лет Победы в Великой Отечественной войне 1941-1945 гг.»[7]
- Медаль Жукова (1994)
- Юбилейная медаль «50 лет Победы в Великой Отечественной войне 1941—1945 гг.»[8]
- Медаль «Ветеран труда»
- Медаль «30 лет Советской Армии и Флота»[9]
- Юбилейная медаль «40 лет Вооружённых Сил СССР»[10]
- Юбилейная медаль «50 лет Вооружённых Сил СССР» (26 декабря 1967[11])
- Юбилейная медаль «60 лет Вооружённых Сил СССР» (28 января 1978[12])
- Юбилейная медаль «70 лет Вооружённых Сил СССР» (28 января 1988[13])
- Знак «Гвардия»
- Знак МО СССР «25 лет Победы в Великой Отечественной войне» (24 апреля 1970)

## Память
- На могиле установлен надгробный памятник.
- Его имя увековечено в Главном Храме Вооружённых сил России, и навсегда запечатлено на мемориале «Дорога памяти»